# مدح (فیلم)
«مدح» (انگلیسی: Eulogy) فیلمی در ژانر کمدی است که در سال ۲۰۰۴ منتشر شد.

## بازیگران
- هانک آزاریا
- زویی دشانل
- فامکه یانسن
- کلی پرستون
- ری رومانو
- دبرا وینگر
- گلن هدلی
- جس بردفورد
- پجت بروستر
- پایپر لوری
- رنه اوبرجونیس
- ریپ تورن
- تانیا گنادی